# Zippy the Pinhead
Zippy the Pinhead é o personagem principal da história em quadrinhos (banda desenhada em Portugal e comics em inglês) de mesmo nome. Foi criada em 1976 por Bill Griffith, mas não fez sucesso quando publicada em jornais, principalmente por necessitar de um conhecimento mais profundo da cultura trash.
Faz sátiras com a sociedade e com os diversos aspectos dela, como o consumismo e a cultura inútil. O uso de falácias (especialmente a non sequitur), para criar um sentido de humor, é comum.